# 沈达尊
沈达尊（1922年—2002年），男，江苏如皋人，中国农业经济学家，曾任华中农学院教授、博士生导师。